# 皮德吉里亞 (布羅德區)
49°58′22″N 25°7′54″E / 49.97278°N 25.13167°E
皮德吉里亞（烏克蘭語：Підгір'я），是烏克蘭西部的村莊，隸屬利維夫州的佐洛奇夫區。該村始建於600年，面積0.89平方公里，海拔高度270米，2001年人口444，人口密度每平方公里501.69人。